# SŽ EP Logistika
Die SŽ EP logistika d.o.o. ist eine slowenische Holding mit Sitz in Ljubljana. Anteilseigner des auf dem Gebiet des Güterverkehrs tätigen Unternehmens sind die Slovenske železnice (SŽ) und Energetický a Průmyslový Holding (EPH, über EP Logistics International).

## Geschichte
2017 suchte die SŽ einen Käufer für 49 % Anteile an den Tochterunternehmens, die Güterverkehr betreiben. In der engeren Wahl waren HHLA, PKP, RŽD und EPH. Nachdem 2021 die Entscheidung gefallen war und Wettbewerbsbehörden zustimmten, nahm am 14. Januar 2022 SŽ EP logistika die Geschäfte auf.

## Tochterunternehmen

### SŽ Tovorni promet
Die 2012 gegründete SŽ - Tovorni promet d.o.o ist eine slowenische Bahngesellschaft, die Schienengüterverkehr betreibt. SŽ Tovorni hat eine einheitliche Sicherheitsbescheinigung für Slowenien, Kroatien und Österreich.
Die Fahrzeughalterkennzeichnung ist SŽTP.

### Fersped
Die Fersped d.o.o. ist eine Spedition mit Sitz in Ljubljana.